# Dionisio Eroles
Dionisio Eroles Batlló (1900-1940) fue un dirigente anarquista español.

## Biografía
Nacido en Barcelona, desde su juventud fue militante del sindicato anarquista Confederación Nacional del Trabajo (CNT). En 1924 fue condenado a veinte años de prisión por actividades subversivas, aunque sería puesto en libertad tras la proclamación de la Segunda República en 1931. Estuvo asociado con el grupo «Nosotros».
Tras el fracaso de la sublevación militar en Barcelona y el comienzo de la Guerra civil, en julio de 1936, Eroles adquirió una gran notoriedad como jefe de las llamadas «Patrullas de control» que aterrorizaron a Barcelona por sus asesinatos y robos. En septiembre de 1936, después de que la CNT entrase en el gobierno de la Generalidad de Cataluña, Eroles pasó a ser jefe de servicios de la Comisaría General de Orden Público. Se le supone un papel destacado durante el complot independentista de noviembre de 1936, al descubrir la trama golpista urdida por miembros de Estat Catalá. Tras los sucesos de mayo de 1937 perdió su cargo en la Comisaría de Orden Público. A partir de esa fecha pasó a dirigir la federación catalana de la CNT. Hacia el final de la contienda se exilió en Francia, estableciéndose en Montauban.
Algunos autores señalan que en 1940 habría sido secuestrado por la policía franquista y trasladado a Andorra, donde habría sido asesinado.